# 이나가키 시게쓰나
이나가키 시게쓰나(일본어: 稲垣重綱, 1583년 ~ 1654년 2월 24일)는 아즈치모모야마 시대의 무장으로, 에도 시대 전기의 후다이 다이묘이다. 고즈케 이세사키번의 2대 번주, 에치고 후지이번주, 에치고 산조번주, 미카와 가리야 번의 초대 번주를 역임하였다. 도바 번 이나가키 씨(鳥羽藩稲垣氏) 제2대 당주.

## 생애
덴쇼 11년(1583년), 미카와국 우시쿠보 성주(牛久保城主) 마키노 야스나리의 가신이자 후에 도쿠가와 이에야스의 직할 가신으로써 이세사키 번의 초대 번주가 되는 이나가키 나가시게의 맏아들로 태어났다. 게이초 5년(1600년), 세키가하라 전투에서 도쿠가와 히데타다 군에 속하여 서군인 사나다 마사유키의 거성인 신슈 우에다 성 공격전에 참가했다.
게이초 17년(1612년) 아버지 나가시게가 사망하면서 그 가독을 이어 이세사키 1만 석 영지를 상속하였다. 게이초 19년(1614년) 오사카 전투에서 사카이 이에쓰구 부대에 소속되어 전공을 거두었고, 그 공적으로 겐나 2년(1616년) 에치고국 후지이 번 2만 석 영지로 추가 이봉되었다. 겐나 6년(1620년)에는 3천 석을 추가로 받아 에치고국 산조 성으로 거성을 옮겨 산조 번주가 되었다. 게이안 원년(1648년)부터 게이안 2년(1649년)까지는 오사카 조다이(大阪城代)로도 근무하였다.
게이안 4년(1651년) 미카와국 가리야 번으로 이봉되었고, 조오 3년(1654년) 1월 8일에 72세로 사망하였다. 맏아들 시게마사는 이미 사망하였기 때문에, 시게마사의 맏아들 시게아키가 그 뒤를 이었다.
| 전임 이나가키 나가시게 | 제2대 이세사키번 번주 (이나가키가) 1612년 ~ 1616년 | 후임 사카이 다다요 |

|  | 후지이번 번주 (이나가키가) 1616년 ~ 1620년 | 후임 폐번 |

| 전임 이치하시 나가마사 | 산조번 번주 (이나가키가) 1620년 ~ 1651년 | 후임 폐번 |

| 전임 막부령(마쓰다이라 사다마사) | 제1대 미카와 가리야 번 번주 (이나가키가) 1651년 ~ 1654년 | 후임 이나가키 시게아키 |

| 전임 나가이 나오키요 | 제4대 오사카 조다이 1648년 ~ 1649년 | 후임 나이토 노부테루 |